# Липовцы (село, Приморский край)
Не путать с пгт Липовцы, расположенным в 6 км от села Липовцы
Ли́повцы — село в Октябрьском районе Приморского края. Входит в состав Липовецкого городского поселения.

## География
Село Липовцы стоит на левом берегу реки Липовцы (правый приток Абрамовки) при впадении в неё слева реки Краснопольская.
Дорога к селу Липовцы идёт на юг от посёлка городского типа Липовцы Октябрьского района.
На северо-восток от села Липовцы идёт дорога к селу Усачёвка Хорольского района.

## Население
| 2002 | 2010 |
| ---- | ---- |
| 346  | ↘177 |

## Улицы
| - ул. Возрождения, - мкр. Гарнизон, - ул. Комсомольская, - ул. Молодёжная, | - ул. Партизанская, - ул. Пионерская, - ул. Совхозная. |

## Экономика
Жители занимаются сельским хозяйством.

## Известные уроженцы
- Богомазов, Константин Андреевич (род. 1991) — российский боксёр.
- Мажейков, Василий Сергеевич (1948—2020) — советский тяжелоатлет.